# Sofia Andrukhovych
Sofia Yuriyivna Andrukhovych (en ucraniano: Софі́я Ю́ріївна Андрухо́вич; Ivano-Frankivsk, 17 de noviembre de 1982) es una escritora y traductora ucraniana. 

## Biografía
Andrukhovych nació en Ivano-Frankivsk, hija del escritor y poeta Yuri Andrukhovych. Está casada con el escritor ucraniano Andriy Bondar, con quien tiene una hija, Varvara, nacida el 10 de marzo de 2008.
Es coeditora de la revista Chetver. En 2004 recibió una beca de residencia de la Asociación Villa Decius de Cracovia, ciudad donde solía vivir. Actualmente reside en Kiev.
En diciembre de 2014, su novela Felix Austria ganó el premio Libro del Año 2014 de BBC Ucrania. En marzo de 2021, recibió el premio Women in Arts Award en la categoría literaria.

## Obra

### Prosa
- Літо Мілени (2002)
- Старі люди (2003)
- Жінки їхніх чоловіків (2005)
- Сьомга (2007)
- Фелікс Австрія (2014)

### Traducción
- Manuela Gretkowska. Європейка
- J. K. Rowling. Гаррі Поттер і келих вогню